# Anstaltsverhältnis
Das Anstaltsverhältnis ist im deutschen Recht ein Rechtsverhältnis zwischen einer natürlichen Person und einer öffentlich-rechtlichen Anstalt. Eine Anstaltsverhältnis entsteht kraft Gesetzes oder durch faktische Nutzung der Anstalt durch den Benutzer. Im Anstaltsverhältnis gibt es besondere Sorgfalts-, Fürsorge- und Aufsichtspflichten.
Dabei können neben Hausordnungen der jeweiligen Anstalt auch Satzungen oder Rechtsverordnungen die Rechtsverhältnisse in der Anstalt regeln.
Folgende Anstaltsverhältnisse werden von der Rechtsprechung anerkannt:
- Schüler in öffentlichen Schulen[1]
- Patient in öffentlichen Heilanstalten, vor allem Betroffene einer Unterbringung in einer psychiatrischen Einrichtung[2]
- Strafgefangene in Justizvollzugsanstalten[3]
- sonstige Benutzer von öffentlichen Anstalten (z. B. Schwimmbäder, Friedhöfe etc.)

Die Anstaltsleitung führt die Anstaltsgewalt in der jeweiligen Einrichtung aus. Dabei ist die Anstaltungsleitung an Recht und Gesetz nach Art. 20 GG gebunden. Dem Benutzer steht das Recht auf Überprüfung von Anordnungen zu.